# Arvid Horn
Arvid Horn (nascido em 6 de abril de 1664 em Halikko (Finlândia), falecido em 17 de abril de 1742 em Ekebyholm) foi um conde (friherre) e homem de Estado da Suécia.
Foi secretário de Estado (kanslipresident) durante os reinados de Carlos XII e Frederico I . 
Sendo o principal político do início da Era da Liberdade, procurou evitar guerras e conflitos, e fomentou a prosperidade do país.